# Raphinha
Raphael Dias Belloli (* 14. prosince 1996 Porto Alegre), známý jako Raphinha, je brazilský profesionální fotbalista, který hraje na pozici křídelníka za španělský klub FC Barcelona a za brazilský národní tým.

## Klubová kariéra
Raphinha se narodil ve městě Porto Alegre v Brazílii. Má částečně italské kořeny.

### Avaí
Raphinha zahájil svou kariéru v roce 2014 v akademii brazilského fotbalového klubu Avaí FC hrající brazilskou Série A.

### Vitória Guimarães
Dne 2. února 2016 přestoupil Raphinha do portugalského týmu Vitória Guimarães. Za Vimaranenses debutoval 13. března 2016 v zápase proti Paços de Ferreira. Svůj první gól v klubu vstřelil 20. srpna 2016 proti Marítimu. V evropských pohárech debutoval 14. září 2017 v zápase Evropské ligy proti Red Bullu Salzburg. V roce 2017 získal ocenění pro nejlepšího mladého hráče klubu. V sezóně 2017/18 vstřelil 18 gólů během 43 zápasů (ve všech soutěžích).

### Sporting CP
V květnu 2018 přestoupil do portugalského klubu Sporting CP za 6,5 miliónů euro. V klubu podepsal smlouvu do roku 2022. Debutoval 12. srpna v zápase proti Moreirense. Svůj první gól za klub vstřelil 20. září 2018 v utkání Evropské ligy UEFA proti ázerbájdžánskému klubu Qarabağ FK při vítězství 2:0. Raphinha byl součástí týmu, který vyhrál Taça da Liga 2018/19 a Taça de Portugal 2018/19; ve finále druhého zmiňovaného poháru proměnil penaltu v penaltovém rozstřelu proti Portu.

### Stade Rennais
V roce 2019 přestoupil Raphinha do francouzského klubu Stade Rennais za částku okolo 21 milionů euro; jednalo se o nejdražší nákup v historii klubu (v říjnu 2020 jej překonal mladý Belgičan Jérémy Doku). V nejvyšší francouzské soutěži debutoval 14. září v 5. kole sezóny 2019/20 proti Stade Brestois. Svůj první gól vstřelil 10. listopadu, když se střelecky prosadil proti Amiens SC. Následně dal gól i v dalších listopadových zápasech, a to proti Dijonu a Saint-Étienne. 31. ledna 2020 vstřelil dvě branky v zápase proti FC Nantes.
Ve svém posledním zápase za klub, dne 4. října 2020, vstřelil gól a připsal si asistenci v ligovém utkání proti Stade de Reims. Během svého působení v klubu, kde pomohl Rennes k třetímu místu v lize a k postupu do Ligy mistrů 2020/21, vstřelil osm gólů a přidal dalších sedm asistencí.

### Leeds United
Dne 5. října 2020 přestoupil Raphinha do anglického Leedsu United za poplatek, který se údajně pohyboval ve výši kolem 17 milionů liber; v klubu podepsal čtyřletou smlouvu. 19. října 2020 v klubu debutoval, a to když v 82. minutě ligového utkání proti Wolverhamptonu Wanderers vystřídal Jacka Harrisona. V základní sestavě se poprvé objevil 22. listopadu 2020 v domácím zápase proti Arsenalu. 28. listopadu 2020 vstřelil Raphinha svůj první gól v dresu Leedsu při výhře 1:0 nad Evertonem. Jeho vítězný gól zajistil Leedsu vůbec první ligovou výhru na Goodison Parku a jejich první ligové vítězství na tomto stadionu od roku 1990. 26. ledna 2021 vstřelil gól a asistoval na branku Jacku Harrisonovi v zápase proti Newcastlu United, který skončil vítězstvím Leedsu 2:1. Ve své první sezóně v anglické lize odehrál 30 utkání, ve kterých dal 6 branek a na dalších 9 přihrál.

## Reprezentační kariéra
V kvalifikačním zápase o mistrovství světa 2022 v Kataru 2. února 2022 vstřelil jeden z gólů Brazílie při domácí výhře 4:0 nad Paraguayí. Brazílie si postup zaručila již dříve, nadále ale platilo, že v této kvalifikaci neprohrála.

## Statistiky

### Klubové
K 22. srpna 2021
| Klub              | Sezóna  | Liga           | Liga   | Liga | Národní pohár | Národní pohár | Ligový pohár | Ligový pohár | Kontinentální poháry | Kontinentální poháry | Ostatní | Ostatní | Celkem | Celkem |
| Klub              | Sezóna  | Liga           | Zápasy | Góly | Zápasy        | Góly          | Zápasy       | Góly         | Zápasy               | Góly                 | Zápasy  | Góly    | Zápasy | Góly   |
| ----------------- | ------- | -------------- | ------ | ---- | ------------- | ------------- | ------------ | ------------ | -------------------- | -------------------- | ------- | ------- | ------ | ------ |
| Avaí              | 2015    | Série A        | 0      | 0    | 0             | 0             | —            | —            | —                    | —                    | 0       | 0       | 0      | 0      |
| Vitória Guimarães | 2015/16 | Primeira Liga  | 1      | 0    | —             | —             | —            | —            | —                    | —                    | —       | —       | 1      | 0      |
| Vitória Guimarães | 2016/17 | Primeira Liga  | 32     | 4    | 6             | 0             | 2            | 0            | —                    | —                    | —       | —       | 40     | 4      |
| Vitória Guimarães | 2017/18 | Primeira Liga  | 32     | 15   | 1             | 1             | 3            | 1            | 6                    | 0                    | 1       | 1       | 43     | 18     |
| Vitória Guimarães | Celkem  | Celkem         | 65     | 19   | 7             | 1             | 5            | 1            | 6                    | 0                    | 1       | 1       | 84     | 22     |
| Sporting CP       | 2018/19 | Primeira Liga  | 24     | 4    | 4             | 0             | 4            | 2            | 4                    | 1                    | —       | —       | 36     | 7      |
| Sporting CP       | 2019/20 | Primeira Liga  | 4      | 2    | 0             | 0             | 0            | 0            | 0                    | 0                    | 1       | 0       | 5      | 2      |
| Sporting CP       | Celkem  | Celkem         | 28     | 6    | 4             | 0             | 4            | 2            | 4                    | 1                    | 1       | 0       | 41     | 9      |
| Rennes            | 2019/20 | Ligue 1        | 22     | 5    | 3             | 2             | 1            | 0            | 4                    | 0                    | 0       | 0       | 30     | 7      |
| Rennes            | 2020/21 | Ligue 1        | 6      | 1    | 0             | 0             | —            | —            | 0                    | 0                    | —       | —       | 6      | 1      |
| Rennes            | Celkem  | Celkem         | 28     | 6    | 3             | 2             | 1            | 0            | 4                    | 0                    | 0       | 0       | 36     | 8      |
| Leeds United      | 2020/21 | Premier League | 30     | 6    | 1             | 0             | 0            | 0            | —                    | —                    | 0       | 0       | 31     | 6      |
| Leeds United      | 2021/22 | Premier League | 2      | 1    | 0             | 0             | 0            | 0            | —                    | —                    | 0       | 0       | 2      | 1      |
| Leeds United      | Celkem  | Celkem         | 32     | 7    | 1             | 0             | 0            | 0            | 0                    | 0                    | 0       | 0       | 33     | 7      |
| Celkem            | Celkem  | Celkem         | 153    | 38   | 15            | 3             | 10           | 3            | 14                   | 1                    | 2       | 1       | 194    | 46     |

## Ocenění

### Klubová

#### Sporting CP
- Taça de Portugal: 2018/19
- Taça da Liga: 2018/19[24]

### Individuální
- Nejlepší mladý hráč roku Vitória SC: 2017[25]